# 43. deželnostrelska divizija (Avstro-Ogrska)
43. deželnostrelska divizija (izvirno nemško 43. Landwehr/Schützen-Division) je bila pehotna divizija avstro-ogrskega domobranstva, ki je bila aktivna med prvo svetovno vojno.

## Zgodovina
Med osmo soško ofenzivo je divizija predstavljala glavnino obrambe med Sv. Markom in Vipavo.
Aprila 1917 je bila divizija preimenovana iz 43. Landwehr-Division (43. domobranska divizija) v 43. Landschützen-Division (43. deželnostrelska divizija).

## Organizacija
Maj 1941
- 85. domobranska pehotna brigada
- 86. domobranska pehotna brigada
- 43. domobranski poljskohavbični divizion
- 43. domobranski poljskotopniški divizion

## Poveljstvo
Poveljniki (Kommandanten)
- Albert Schmidt von Georgenegg: avgust - maj 1915
- Thaddäus Jordan-Rozwadowski von Groß-Rozwadów: maj - november 1915
- Josef Lieb: november - december 1915
- Eduard Tunk: december 1915 - maj 1916
- Johann Fernengel: maj 1916 - december 1917
- Eduard von Böltz: december 1917 - marec 1918
- Karl von Stöhr: marec - november 1918